# Richard Riehle
Richard Riehle (12 de mayo de 1948) es un actor estadounidense. Es más conocido por su papel como Walt Finnerty en la serie televisiva de comedia de Fox Grounded for Life y por apariciones menores en películas como Casino y Office Space.

## Biografía
Riehle nació en la ciudad de Menomonee Falls, Wisconsin, hijo de Mary Margaret Walsh, una enfermera, y de Herbert John Riehle, un administrativo de correos.
Asistió a la Universidad de Notre Dame.

## Filmografía

### Cine
Ha aparecido frecuentemente en papeles menores o de reparto, notablemente en películas como:
- Black Rain
- Glory
- Ken Park
- Executive Decision
- Fried Green Tomatoes
- Of Mice and Men
- Free Willy
- The Fugitive
- Casino
- Ghosts of Mississippi
- Mercury Rising
- Fear and Loathing in Las Vegas
- Mighty Joe Young
- Lethal Weapon 4
- Office Space
- Extreme Limits
- Deuce Bigalow: Male Gigolo
- Mysterious Skin (como Charlie, un homosexual maduro que tiene una escena de sexo con el protagonista adolescente)
- The Mostly Unfabulous Social Life of Ethan Green
- Wedding Crashers
- Hatchet
- Smiley Face
- Halloween II, de Rob Zombie, como el vigilante nocturno
- Time Changer
- The Man from Earth
- Body of Evidence
- Contracted: Phase II

### Televisión
- Quantum Leap
- Roseanne
- Murder, She Wrote
- L.A. Law
- Ally McBeal
- Buffy the Vampire Slayer
- Chicago Hope
- Diagnosis Murder
- Sabrina, the Teenage Witch
- Grounded for Life
- The West Wing
- ER
- Married to the Kellys
- Star Trek, como estrella invitada en tres de los cuatro spin-offs de esta serie.[2]
- Boston Legal
- Big Stan
- The Young and the Restless
- Dos hombres y medio, en el episodio de Navidad (temporada 12, episodio 8), como Santa Claus.

Riehle hizo el papel de padre en Au Pair (película de TV de 1999), llamado Sam Morgan, pero no actuó en Au Pair II.